# دهستان جره (کازرون)
دهستان جره نام دهستانی در بخش جره و بالاده شهرستان کازرون در استان فارس است. براساس سرشماری مرکز آمار ایران در سال ۱۳۹۵، جمعیت آن ۱۳٬۹۹۱ نفر (۳۸۹۵ خانوار) بوده‌است.

## زبان
ساکنین این دهستان به زبان ترکی قشقایی و فارسی سخن می گویند.